# ラ・サール・ホーム
ラ・サール・ホームは、宮城県仙台市宮城野区東仙台にある児童養護施設である。運営は世界最大の学校運営団体であるキリスト教学校修士会（ラ・サール会）。
ラ・サール会は、日本国内では他に函館ラ・サール中学校・高等学校（北海道函館市）、ラ・サール中学校・高等学校（鹿児島県鹿児島市）を経営しているため、両者との混同回避のため慣例的に当施設を仙台ラ・サール・ホームとも呼ぶことがある。

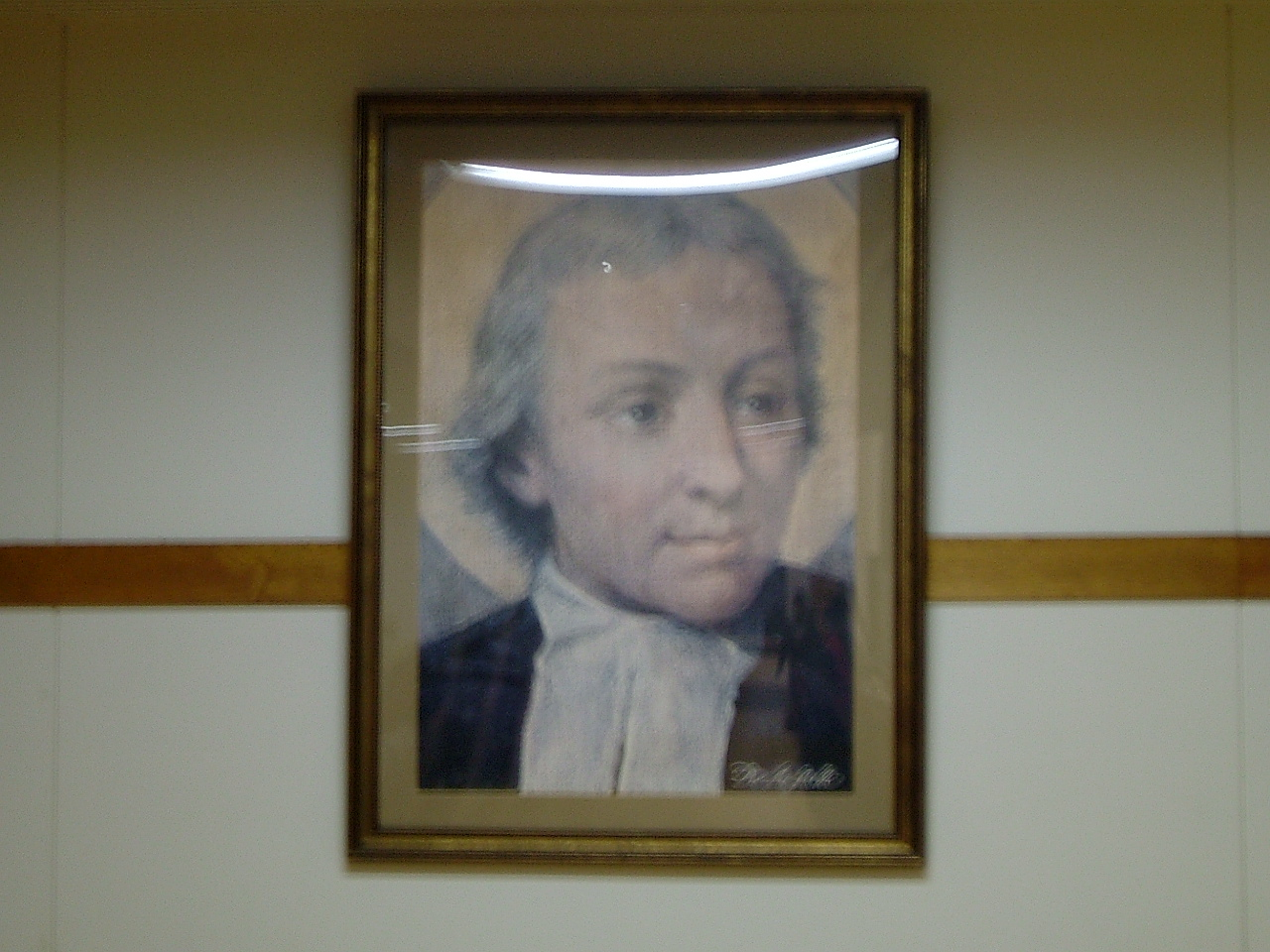
ラ・サール像

## 沿革

### 概要
1932年（昭和7年）にラ・サール修道会のカナダ人修道士が来日し、函館市での学校設立を計画した。1934年（昭和9年）に同市で函館大火が発生し、当時の同市の人口約21万人に対して罹災人口10万人以上、死者2166人、焼損棟数11105棟という大惨事となった。1936年（昭和11年）、一行は函館での学校設立を断念して本州へ渡り、仙台市に外国語学校を設置した。しかし、1941年（昭和16年）に太平洋戦争が始まると、外国人会員は抑留されてしまい、事業中止に追い込まれた。
戦後、第二次世界大戦で戦死したり仙台空襲等で被災したりして保護者を失った戦災孤児が宮城県内にも多数いたため、1947年（昭和22年）の児童福祉法に基いて宮城県庁がラ・サール会に要請し、1948年（昭和23年）に養護施設（旧・孤児院、現・児童養護施設）を東仙台駅近くの七北田丘陵の一部に設置した。これが現在のラ・サール・ホームの前身となっている。
当地は、聖書の中の「闇の中を歩む民は大いなる光を見る」に由来して「光ヶ丘」と呼ばれている。「光ヶ丘」は、1932年（昭和7年）の東北本線・東仙台駅開業に伴って、1937年（昭和12年）まで組合土地区画整理事業が施行された東仙台地区の北側に隣接する丘陵地であり、1937年（昭和12年）にカトリック系の仙台神学校（明治期創立のプロテスタント系の東北学院の前身校も同名だが無関係）が設置され、1938年（昭和13年）にはドミニコ会カナダ管区が修道院を設置している。戦後占領期になると、仙台にも連合国軍（主に米軍）が進駐したが、1948年（昭和23年）には仙台神学校でミサを行っていたカトリック東仙台教会が進駐軍のカマボコ型兵舎を改造して聖堂を当地に建て、さらに同年、上述のラ・サール会の養護施設「光ケ丘天使園」も設置された。また、1952年（昭和27年）頃に、ドミニコ会カナダ管区・カトリック北仙台教会の司祭が進駐軍やその家族から寄付を募り、来日中のフランシス・スペルマン枢機卿（ニューヨーク大司教）の援助を得て1955年（昭和30年）に結核病院（現・光ヶ丘スペルマン病院）を当地に設置した。その他、光ヶ丘には善き牧者修道院やオタワ愛徳修道女会 など複数の修道院や関連施設があり、また、谷を挟んで北側にも1930年（昭和5年）からカトリック仙台司教区が所有するカトリック鶴ヶ谷墓地がある など、当地は仙台のカトリック系宗教施設の密集地となっている。このような環境のためか、ラ・サール・ホームの隣接地には日本学生支援機構仙台第二国際交流会館の本館および別館が立地している。

### 年表
- 1932年（昭和7年）、ラ・サール会修道士がカナダ管区モントリオールから函館市に来日。
- 1934年（昭和9年）3月21日、函館大火が発生。
- 1936年（昭和11年）、函館市から仙台市に移り、外国語学校を経営。
- 1941年（昭和16年）12月8日、太平洋戦争開戦。
- 1945年（昭和20年）8月15日、第二次世界大戦終戦。
- 1947年（昭和22年）12月12日、児童福祉法施行。
- 1948年（昭和23年）、仙台市原町小田原字安養寺下（通称・光ヶ丘、現宮城野区東仙台[9]）にて児童養護施設、光ケ丘天使園を設立。当時は男子のみの受け入れであった。
- 1965年（昭和40年）8月12日、光ケ丘天使園からラ・サール・ホームに改称。
- 2003年（平成15年）、女子の受け入れを開始。

## 交通
住所
- 宮城県仙台市宮城野区東仙台6丁目12-2（北緯38度16分45.7秒 東経140度54分57.5秒 / 北緯38.279361度 東経140.915972度）

アクセス
- JR東日本
  - 東北本線・仙石東北ライン
    - 東仙台駅より徒歩8分。

  - 仙石線（普通列車）
    - 苦竹駅より徒歩20分。
- 仙台市営バス
  - 仙台駅前（仙台ロフト前）19番のりばより、[110]東仙台営業所行き、[X130]安養寺・東仙台営業所行きに乗車。東仙台小学校前下車。徒歩2分。
  - 仙台駅前（あおば通駅東側）36番のりばより、[210]岩切駅行き、[X210]東仙台営業所行きに乗車。東仙台下車。徒歩3分。
  - 岩切駅より[K210]交通局東北大学病院前行き、[S210]仙台駅前行きに乗車。東仙台下車。徒歩3分。

## 出身者
- 井上ひさし（作家）